# Pieczki (Białoruś)
Pieczki (biał. Печкі, Pieczki; ros. Печки, Pieczki) – wieś na Białorusi, w obwodzie brzeskim, w rejonie małoryckim, w sielsowiecie Wielkoryta, nad Rytą.

## Historia
W dwudziestoleciu międzywojennym leżały w Polsce, w województwie poleskim, w powiecie brzeskim, w gminie Wielkoryta. Po II wojnie światowej w granicach Związku Sowieckiego. Od 1991 w niepodległej Białorusi.